# ハートフルスクエアーG
ハートフルスクエアーG（ハートフルスクエアージー）は、岐阜県岐阜市にある生涯学習拠点施設。
1996年（平成8年）の岐阜市「生涯学習都市宣言」と「岐阜市生涯学習基本計画」に基づき、2002年（平成24年）1月26日に開館した。体育ルームにはロッククライミングの練習ができるクライミングウォールが設置してあるなど、市民の多様なニーズに対応している。また情報誌を定期的に発行し広報活動も積極的に行っている。名称の「G」は岐阜市の頭文字である。

## 施設概要

### 1階

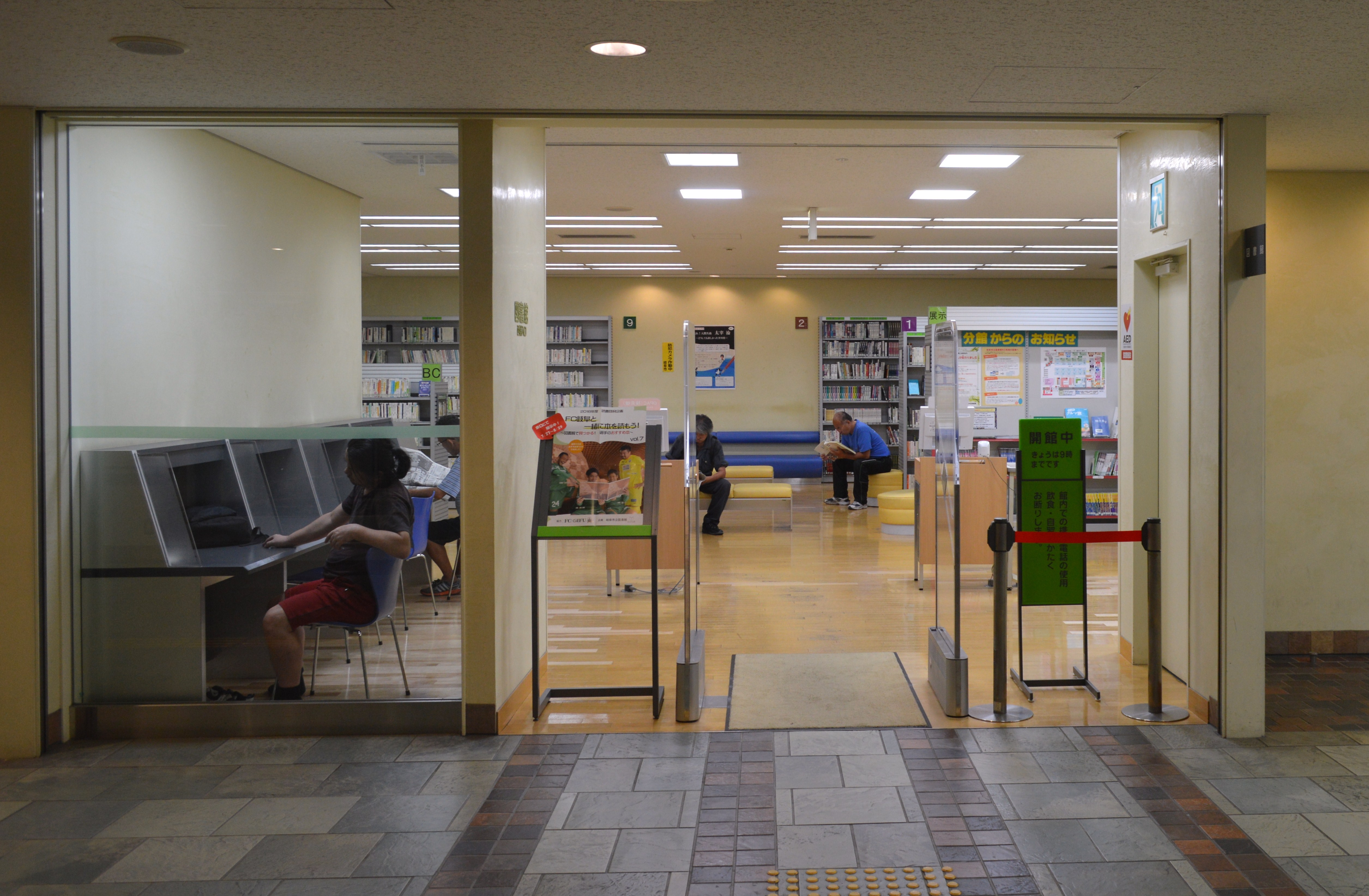
岐阜市立図書館分館

- 岐阜市立図書館分館
- 岐阜市体育ルーム
各種運動室、男女専用の更衣室やシャワールームなども備えた施設。市民の健康増進のためスポーツ教室も開催している。
  - 多目的体育室 - バドミントン、ミニテニス、ソフトバレー、インディアカ、卓球などの競技や体操、ダンス、エアロビックなどにも使用できる体育室。北側壁面にクライミングウォールが施してある。
  - 剣道・空手道場 - 剣道、空手の練習はもちろん、壁面にはミラー・音響機器を備えているのでエアロビックなどのダンスや体操などにも使用可能。
  - 柔道場 - 柔道、健康体操に使用できる。
- 岐阜市消費生活センター

### 2階
- 岐阜市生涯学習センター
  - 岐阜市民の生涯学習を支援する拠点施設。
    - 講座開催 - 市民の多様な学習ニーズに対応した健康、文学、自然、心理、環境などに関する様々な講座の開催。
    - 文化振興事業 - 市民の発表の機会を提供する事を中心とした芸術文化の振興。
    - ボランティアコーナー - 市民のボランティア活動への参加をサポート。
- 岐阜市女性センター
- 岐阜市平和資料室

### 3階
- 駐車場（53台）

## 利用案内
- 所在地：岐阜県岐阜市橋本町1丁目10番地23（JR岐阜駅に隣接）
- 開館時間：9時 - 21時
- 休館日：毎月最終火曜日（火曜日が祝日の場合はその翌日）、年末年始（12月29日 - 1月3日）
- アクセス：JR岐阜駅より徒歩2分または名鉄岐阜駅より徒歩5分。